# Deutsches Fastnachtmuseum

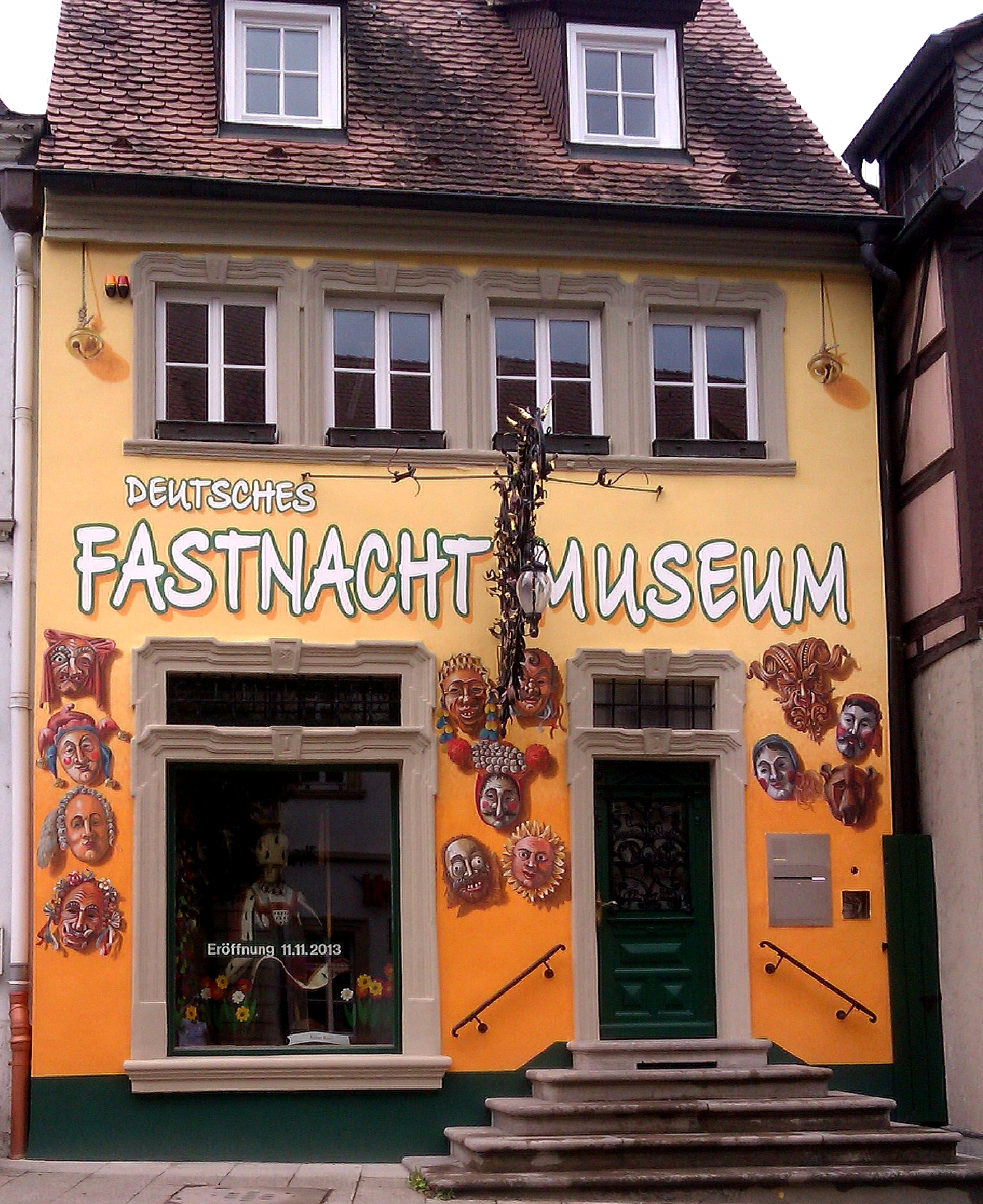
Museumsgebäude, Luitpoldstraße 4

Das Deutsche Fastnachtmuseum in der mainfränkischen Stadt Kitzingen ist das offizielle Museum des Bundes Deutscher Karneval, der Dachorganisation von über 5.200 Fastnachtsvereinen, Faschingsgilden, Karnevalsgesellschaften und Narrenzünften. Träger des Museums ist die in Verbindung mit der Neukonzeption gegründete Stiftung Kulturzentrum Fasching, Fastnacht, Karneval.

## Geschichte

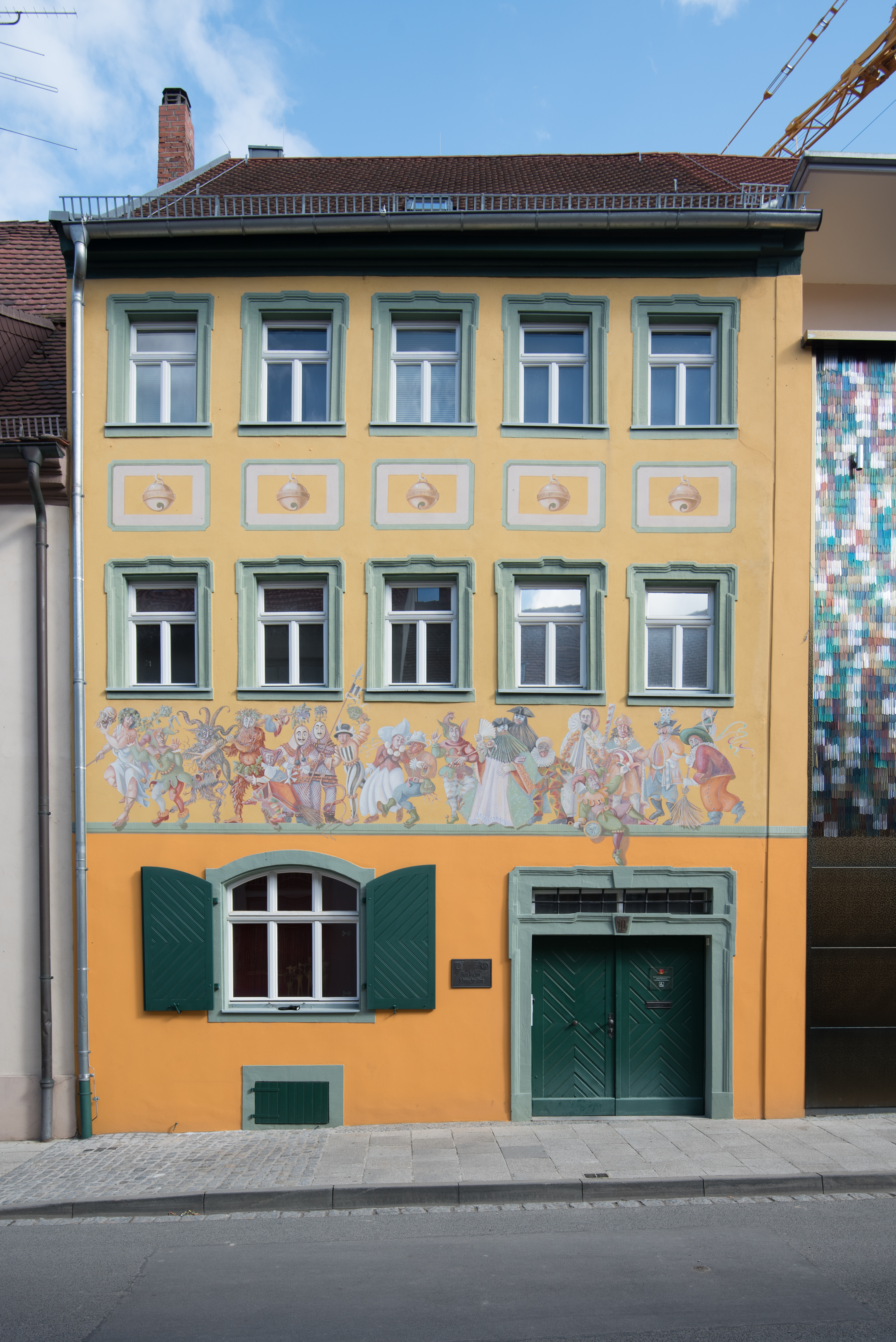
Museumsgebäude, Rosenstraße 10

Das Museum wurde 1963 als gemeinnützige Stiftung, unter der Konzeption „Fastnacht im Spiegel der kulturgeschichtlichen Entwicklung“, gegründet, 1966 offiziell eröffnet und in den Jahren 1980 und 2001 erweitert.
Die ständige Schausammlung des Museums war bis 2011 in zwei Gebäuden untergebracht: in den sieben Stockwerken des mittelalterlichen Falterturms und im Hans-Joachim-Schumacher-Haus in der benachbarten Rosenstraße. Im Januar 2011 wurde die Ausstellung im Falterum geschlossen, da der Turm in einem Gutachten als stark brandgefährdet eingestuft wurde. Zunächst sollte der Turm für etwa 250.000 Euro brandtechnisch aufgerüstet werden. Verschiedene Pläne für den Umbau wurden jedoch in der Folge verworfen, da sie den Aufbau und Charakter des Turmes zu stark verändert hätten. Stattdessen wurde im März 2012 mit dem Neubau eines Narrenzentrums in einem Gebäudekomplex zwischen der Rosenstraße 10 und der Luitpoldstraße 4 begonnen.
Im November 2013 wurde das Deutsche Fastnachtmuseum in der Luitpoldstraße 4 wieder eröffnet. Es zeigt sich museumstechnisch und -konzeptionell auf neuestem Stand. Historische und gegenwärtige Entwicklungen werden anhand einschlägiger Objekte illustriert. In zahlreichen interaktiven Stationen werden die Inhalte lebendig veranschaulicht. Einen Höhepunkt bildet das virtuelle Narrentheater, eine Multimedia-Show, in der zwölf Figuren traditioneller Fastnachten zum Leben erwachen.
Von 2014 bis 2020 wurde das Museum von der Volkskundlerin Daniela Sandner geleitet. Seit April 2020 ist Katrin Hesse Leiterin des Deutschen Fastnachtmuseums.

## Sammlung
Schwerpunkte der Sammlung des Fastnachtmuseum sind Masken, Requisiten, Medaillen und Orden sowie mittelalterliche Bräuche, Literatur und Dokumente des Karnevals. Die Sammlung des deutschen Fastnachtsmuseums ist eine bedeutende und wissenschaftlich fundierte Dokumentation des Karnevals im deutschsprachigen Raum, sie enthält z. B. die älteste noch erhaltene Narrenkappe Deutschlands, die aus dem Jahr 1840 stammt und in Speyer ausfindig gemacht wurde.

## Zentralarchiv
Das Zentralarchiv der Deutschen Fastnacht, die Europäische Dokumentationszentrale für fastnachtliches Brauchtum, Magazinbestände und Geschäftsstelle befinden sich im Kitzinger Marktturm neben dem Rathaus.